# Sigurd Ressell

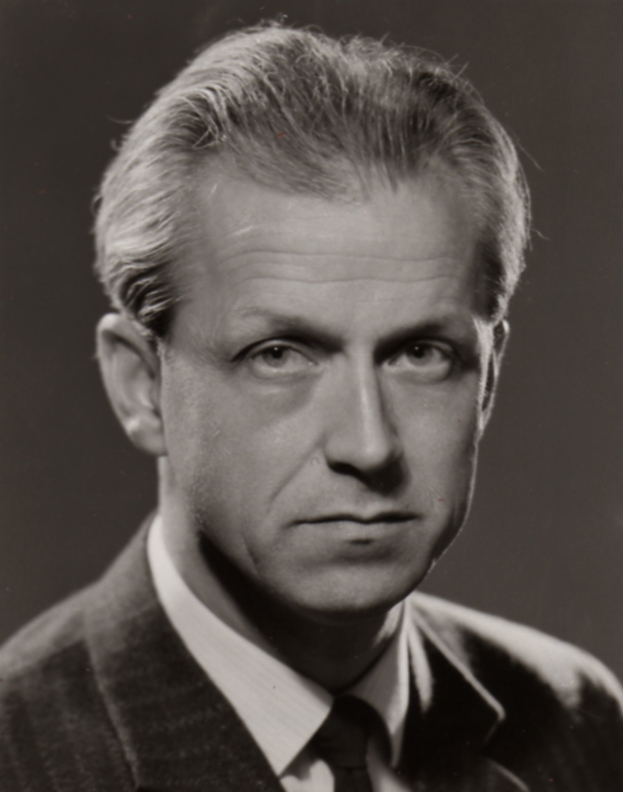
Sigurd Ressel

Sigurd Ressell (* 13. Januar 1920 in Meldal, Norwegen; † 2010) war ein norwegischer Innenarchitekt und Möbeldesigner. Er war ein Vertreter des Skandinavischen Designs.

## Leben
Sigurd Resell studierte bis 1947 an der Staatlichen Kunstgewerbeschule in Oslo (Statens Håndverks og Kunstindustriskole). Um 1950 eröffnete er sein eigenes Studio und entwarf für verschiedene Kunden und Hersteller, darunter die dänische Möbelmanufaktur von Niels Vodder. Von 1948 bis 1968 formgestaltete Ressell Interieurs und Möbel für die norwegische Möbelmarke Rolf Rastad & Adolf Relling. Zu erwähnen sind hier die Stühle 56/1 und 61/1 für die Bambi-Serie von 1955, der Blinken-Sessel von 1956 und Möbel für die Erweiterung des norwegischen Parlaments Stortingsbygningen in den 1950er Jahren. Zudem entwarf Resell Möbel für Fjernsynshuset (das Gebäude des Senders NRK) und Televerkets administrasjonsbygning (das Verwaltungsgebäude der norwegischen Telefongesellschaft) in Oslo.
In den 1960er Jahren wandte sich Ressell Experimenten mit Stahlkomponenten in seinen Möbeln zu, woraus sein Circle Armchair entstand. Zusammen mit dem Designer Cato Mansrud entwarf er 1965 für den Möbelproduzenten Anders Grasaasen ein für den Gebrauch in unebenem Gelände gedachtes Sitzmöbel aus Stahl- und Segeltuchkomponenten mit dem Titel "Irafas" (Safari rückwärts gelesen), wofür er 1966 auf der Biennale für Industriedesign in Ljubljana eine Goldmedaille gewann. Im gleichen Jahr erhielt er hierfür die Auszeichnung für gutes Design der Stiftung Design og arkitektur Norge. Zudem entwarf er eine Leuchtenserie für den Lampenhersteller Høvik Lys, die seinen Namen trägt.
1968 wurde Ressell freier Chefdesigner des norwegischen Möbelherstellers Vatne Lenestolfabrikk. Für sie formgestaltete er 1970 einen hängemattenartigen Sessel mit dem Namen Blank Vals, der aus einem Industriedesigner-Wettbewerb als das erfolgreichste Möbelstück hervorging. Vatne produzierte das Sitzmöbel ab 1971 mit dem neuen Namen Falcon Chair, das sich insbesondere in den USA, Japan, Deutschland und Australien so gut verkaufte, dass Vatne den Umsatz innerhalb von zwei Jahren verdreifachen konnte.
Der Sessel zeichnete sich durch klare Konstruktion und elegante Linienführung aus. Der Korpus bestand aus Segeltuch und wurde mit stabilen Metallhaken und einer Lederumrandung an vier Arme angehängt. Auf diese Aufhängung konnte dann die ockerbraune oder schwarze Lederpolsterung gelegt werden. Der Sessel war ursprünglich mit einem Chromgestell hergestellt worden, wurde aber 1974 mit einem leichteren Fuß aus industriell gebogener Buche versehen, der durch Beizung wie Palisander anmutete. Der passende Fußhocker wies jeweils die gleiche Verarbeitung auf.
Mit der Popularität des Sessels fanden sich bald sehr ähnliche Produkte von Nachahmern auf dem Markt, wie zum Beispiel der dänische Superstar-Chair. Vatme erwirkte mit den Patentrechten vor Gericht die Einstellung der Produktion und Rücknahme der Kopien. In der Folge konnte der originale Sessel über 30 Jahre weltweit in mehreren Editionen verkauft werden.
Die Osloer Galerie Vognremissen ehrte Ressell 1990 mit der Ausstellung 30 Jahre Sigurd Ressell.
Ressell verstarb im Jahr 2010.